# Pareutetrapha
Pareutetrapha es un género de escarabajos longicornios de la subfamilia Lamiinae. Fue descrito por Stephan von Breuning en 1952.

## Especies
- Pareutetrapha eximia (Bates, 1884)
- Pareutetrapha magnifica (Schwarzer, 1925)
- Pareutetrapha magnifica caeruleithoracica Takakuwa, 1984
- Pareutetrapha nigromaculata Breuning, 1952
- Pareutetrapha olivacea Breuning, 1952
- Pareutetrapha simulans (Bates, 1873)
- Pareutetrapha sylvia Gressitt, 1951
- Pareutetrapha weixensis Pu, 1992